# Nozdrzec (gmina)
Nozdrzec – gmina wiejska w województwie podkarpackim, w powiecie brzozowskim. W latach 1975–1998 gmina położona była w województwie krośnieńskim.
Siedziba gminy to Nozdrzec.
Według danych z 30 czerwca 2004 gminę zamieszkiwały 8582 osoby.

## Historia
Na początku 1939 tytułami honorowego obywatelstwa gminy zostali wyróżnieni: Ignacy Mościcki, Edward Śmigły-Rydz, Felicjan Sławoj Składkowski, Eugeniusz Kwiatkowski.

## Struktura powierzchni
Według danych z roku 2002 gmina Nozdrzec ma obszar 121,62 km², w tym:
- użytki rolne: 62%
- użytki leśne: 30%

Gmina stanowi 22,51% powierzchni powiatu.

## Demografia

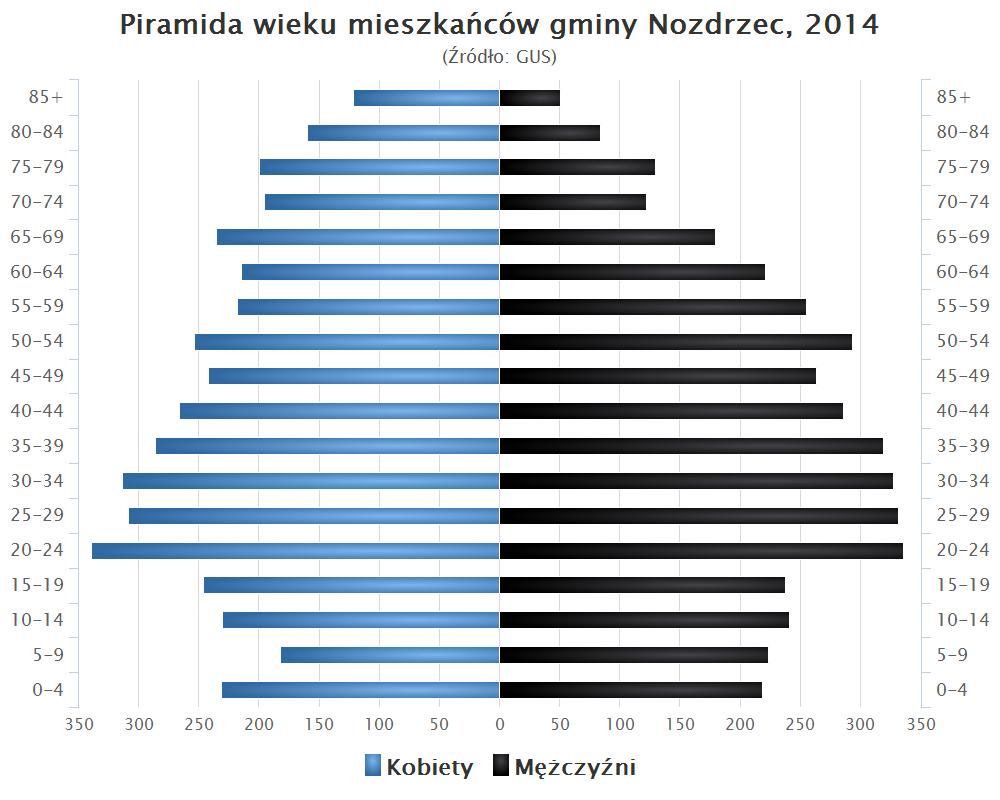
Piramida wieku mieszkańców gminy Nozdrzec w 2014 roku

Dane z 30 czerwca 2004:
| Opis                              | Ogółem | Ogółem | Kobiety | Kobiety | Mężczyźni | Mężczyźni |
| --------------------------------- | ------ | ------ | ------- | ------- | --------- | --------- |
| jednostka                         | osób   | %      | osób    | %       | osób      | %         |
| populacja                         | 8582   | 100    | 4342    | 50,6    | 4240      | 49,4      |
| gęstość zaludnienia (mieszk./km²) | 70,6   | 70,6   | 35,7    | 35,7    | 34,9      | 34,9      |

## Sołectwa
Nozdrzec, Hłudno, Huta Poręby, Izdebki, Izdebki-Rudawiec, Siedliska, Wara, Wesoła, Wesoła-Ujazdy-Ryta Górka.

## Sąsiednie gminy
Bircza, Błażowa, Brzozów, Domaradz, Dydnia, Dynów (gmina wiejska), Dynów (miasto)